# Pot-Bouille (film)
Pot-Bouille is een Franse dramafilm uit 1957 onder regie van Julien Duvivier. Het scenario is gebaseerd op gelijknamige roman (1882) van de Franse auteur Émile Zola.

## Verhaal
Een jongen uit de provincie vindt een baan in een winkel in Parijs. Hij heeft veel succes bij de vrouwen. Het meisje dat op hem verliefd is, wordt uitgehuwelijkt aan een andere winkelier door haar moeder. Ze blijven elkaar stiekem zien.

## Rolverdeling
| Acteur             | Personage                   |
| ------------------ | --------------------------- |
| Gérard Philipe     | Octave Mouret               |
| Dany Carrel        | Berthe Josserand            |
| Jacques Duby       | Théophile Vabre             |
| Anouk Aimée        | Marie Pichon                |
| Henri Vilbert      | Narcisse Bachelard          |
| Jane Marken        | Éléonore Josserand          |
| Jean Brochard      | Duveyrier                   |
| Danielle Dumont    | Hortense Josserand          |
| Olivier Hussenot   | Josserand                   |
| George Cusin       | Compardon                   |
| Claude Nollier     | Clotilde Duveyrier          |
| Jacques Grello     | Auguste Vabre               |
| Micheline Luccioni | Valérie Vabre               |
| Van Doude          | Hector Trublot              |
| Michèle Grellier   | Fanny                       |
| Gabrielle Fontan   | mevrouw Pilou, de werkvrouw |